# Rumendingen
Rumendingen est une commune suisse du canton de Berne, située dans l'arrondissement administratif de l'Emmental. Au 31 décembre 2019, elle compte 79 habitants.